# Jean Leloup (général)
Pour les articles homonymes, voir Jean Leloup et Leloup.
Jean Leloup, général de l'Empire autrichien, est né à Ath (Belgique) le 8 mars 1736 et mort à Linz (Autriche) en 1807.

## Biographie
Jean Leloup fut baptisé catholique en l'église Saint-Julien d'Ath. À l'âge de dix ans, Jean Leloup fut admis, en qualité de tambour, dans le régiment de l'armée du Saint-Empire où servait son père. Quelques années après, il devint caporal; il fut nommé sergent-major à la fin de l'année 1757, adjudant le 19 mai 1771 ; le 15 juillet 1778, il reçut le brevet de sous-lieutenant, et il ne devint capitaine que le 24 juillet 1789, ayant alors cinquante-trois ans. Il participa à toutes les campagnes de la guerre de Sept Ans. Cependant rien ne faisait présager qu'il parviendrait au grade de général.

## Corps des chasseurs Leloup
Après la bataille de Turnhout du 27 octobre 1789, l'empereur Joseph II, sur la proposition du général comte d'Alton, autorisa la formation d'un corps de chasseurs francs. Le capitaine Leloup fut nommé commandant de ce corps. Le gouvernement autrichien ayant été obligé de retirer les troupes de toutes les villes des Pays-Bas autrichiens et de les concentrer dans le Luxembourg, le corps des chasseurs Leloup fut envoyé aux avant-postes en Ardenne ; il prit ses cantonnements à Marche et dans les environs. Ce corps se signala dans plusieurs combats entre l'armée des patriotes et l'armée autrichienne. En mai 1790, il se composait de trois compagnies, et le commandant Leloup fut nommé major (7 mai). Les chasseurs Leloup continuèrent à se faire remarquer par leur bravoure dans les luttes qui précédèrent la rentrée des troupes autrichiennes dans le pays (novembre 1790).
Le corps, qui comprenait alors quatre compagnies, alla tenir garnison à Mons. Lors de l'invasion française de 1792, le bataillon fut augmenté de deux compagnies et fit partie du corps d'armée du général Clerfayt. Les chasseurs Leloup et leur chef déployèrent une grande valeur dans toutes les actions auxquelles ils prirent part, et méritèrent une mention toute spéciale dans les rapports du général en chef. Après la bataille de Jemappes, les six compagnies furent réparties dans les places de Namur, de Charleroi et de Virton, et elles eurent l'occasion de se faire citer honorablement, pour leur coopération à la défense de la ville et de la citadelle de Namur (6 novembre au 2 décembre), et pour leur conduite dans diverses attaques, puis dans un combat près de Corioule (Assesse, Province de Namur), le 30 novembre. Tout le bataillon avait été attaché au corps du général autrichien de Beaulieu, qui s'établit entre Arlon et Luxembourg ; il fut employé pendant tout l'hiver aux avant-postes. On retrouve les chasseurs Leloup dans les campagnes de 1793 et de 1794 contre les Français, occupant des positions difficiles et sachant mériter toujours les éloges des généraux. Le nom de leur illustre chef n'était jamais séparé de celui du corps, dans ces documents officiels.
Leloup obtint, le 3 novembre 1794, le grade de lieutenant-colonel, et un major, le comte de Sinzendorf, lui fut adjoint. La guerre ayant été portée en Allemagne, en 1795, les chasseurs Leloup s'illustrèrent dans toutes les occasions où ils se trouvèrent engagés. Après un armistice, les hostilités recommencèrent le 1er juin 1796. De nouveaux faits d'armes mirent en évidence les compagnies des chasseurs Leloup, qui, après la conclusion du traité de Campo-Formio (17 octobre 1797), firent partie du contingent impérial réuni sur le Lech, en attendant l'issue des conférences de Rastadt, et eurent pour cantonnements Altmünster, puis Wessobrunn. Les négociations avec la république française ayant échoué, la guerre recommença au printemps de 1799.
Le bataillon des chasseurs Leloup fut envoyé dans le Tyrol pour rejoindre le corps d'armée du feld-maréchal, comte de Bellegarde. Ses diverses compagnies et son chef se distinguèrent en maintes occasions par leur bravoure durant cette campagne du Tyrol, à laquelle succéda celle d'Italie qui s'ouvrit sous d'heureux auspices. Le 1er mars 1800, sur la proposition du généralissime en Italie, Leloup fut promu au grade de colonel et eut le commandement du 59e régiment d'infanterie (de).
Le 16 juillet 1803, Leloup reçut le commandement du régiment d'infanterie Stain, no 50, et le conserva jusqu'à la fin de novembre 1805 ; il était alors dans sa soixante et dixième année. Pensionné avec le grade de général-major honoraire, il commanda pendant quelque temps encore dans le Tyrol, puis fut investi du commandement supérieur du cercle d'Autriche.

## Décès
Le général Leloup mourut à Linz en 1807, fidèle à la maison de Habsbourg d'Autriche.